# Soni most (proteini)
Soni most se ubraja u širu kategoriju nekovalentnih interakcija. Soni most je kombinacija dve nekovalentne interakcije: vodoničnog vezivanja i elektrostatičkih interakcija. On često doprinosi stabilnosti entropski nepovoljnih konformacija proteina. Mada su nekovalentne interakcije relativno slabe, više malih stabilizujućih interakcija može da proizvede značajan doprinos sveukupnoj stabilnosti konformera. Soni mostovi su osim proteina prisutni i u supramolekulskoj hemiji. Termodinamika sonih mostova u ovim oblastima je eksperimentalno istražena radi određivanja njihovog doprinosa slobodnoj energiji.
Soni most se često formira između anjonskih karboksilata bilo aspartinske kiseline ili glutaminske kiseline i katjonskog amonijuma iz lizina ili guanidinijuma iz arginina. Mada su oni najčešći, drugi ostaci sa jonizujućim bočnim lancima kao što su histidin, tirozin, i serin takođe mogu da učestvuju. Njihova participacija je zavisna od uticaja spoljašnjih faktora na njihove  vrednosti. Rastojanje između ostataka koji učestvuju u sonim mostovima je isto tako važno. Rastojanje mora da bude manje od 4 Å (400 pm). Aminokiseline na većem rastojanju ne formiraju sone mostove. Usled prisustva mnogobrojnih jonizujućih bočnih lanaca aminokiselina širom proteina, pH vrednost ima kritičnu važnost za njihovu stabilnost. To je u znatnoj meri posledica promena elektrostatičke komponente sonih mostova. Pri ekstremnim pH vrednostima, jedna od dve aminokiseline koje formiraju soni most gubi naelektrisanje, te se most raskida.